# Jacques-Mathieu Delpech
Jacques Mathieu Delpech (født 2. oktober 1777 i Toulouse, død 28. oktober 1832) var en fransk læge. 
Delpech blev doktor 1801 og ansattes som lærer i anatomi ved den nyoprettede skole for kirurgi og farmaci i Toulouse. Han kaldtes 1812 til professoratet i kirurgi i Montpellier og blev 
desuden overlæge ved Hôtel-Dieu Saint-Eloi. Han myrdedes på gaden af en patient, som han havde opereret for blodårebrok. Delpech grundede tidsskriftet Mémorial des hopitaux du midi og skrev om symfyseotomi og aneurismer. Hans hovedværker er Précis elementaire des maladies reputées chirurgicales (3 bind, 1816) og De l'orthomorphie (2 bind og atlas, 1828-29); han oversatte Antonio Scarpas værk om aneurismer. 